# Bairdia angulata
Bairdia angulata är en kräftdjursart. Bairdia angulata ingår i släktet Bairdia och familjen Bairdiidae. Inga underarter finns listade.